# 官却
官却（藏語：དཀོན་མཆོག，威利转写：dkon mchog，1926年12月—2022年4月17日），男，藏族，青海化隆人，中华人民共和国政治人物，曾任海北藏族自治州州长，中共海北藏族自治州委副书记、书记，青海省政协副主席。